# 鈣礦
一般口語中的鈣礦，其實並不是真正的金屬鈣礦。目前世界上已知地殼中含有1,150多種礦產，依其性質和工業用途，可分為金屬礦、非金屬礦產和有機燃料礦床，雖然鈣是金屬，且在地殼中含量排名第五（占地殼總質量的3%），但是純鈣的活性大，很容易氧化成二價離子的各式化學變化（在熱水中即會產生反應），因此鈣並沒有實際的“鈣礦”，要製造純金屬鈣，或是挖掘含鈣礦物，通常會取用屬於非金屬礦產的石灰岩等。碳酸鈣是許多生物會利用來作為骨骼的成分之一，尤其是珊瑚與部分的軟體動物（如貝類的外殼），當這些物質沉積或累積，再經過擠壓就會形成石灰岩（屬於一種沉積岩）；如過再經或高溫高壓的作用，最終會形成大理岩（屬於一種變質岩）。